# Cổ phiếu

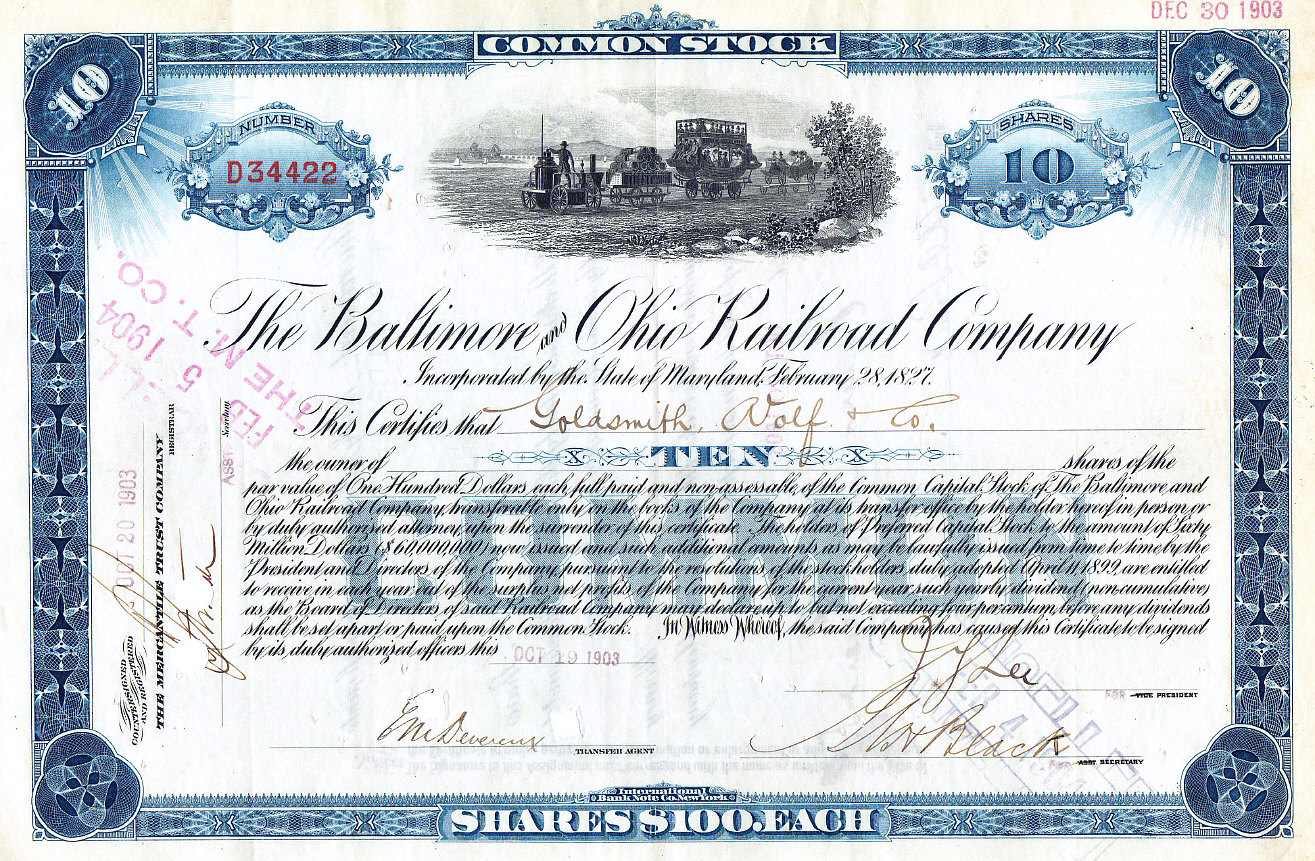
Cổ phiếu của Baltimore và Ohio Railroad ở Mỹ,
phát hành năm 1903

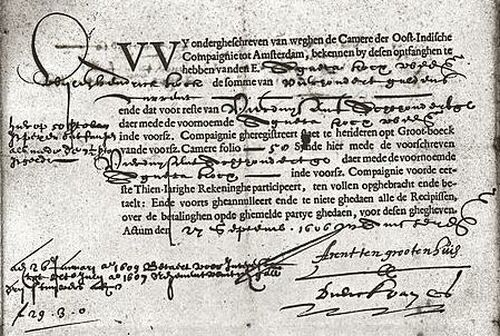
Cổ phiếu ngày 26/9/1606 của công ty Đông Ấn Hà Lan

Cổ phiếu (tiếng Anh: share, số nhiều: shares hoặc stock hoặc capital stock) là giấy chứng nhận số tiền nhà đầu tư đóng góp vào công ty phát hành. Cổ phiếu là chứng chỉ do công ty cổ phần phát hành hoặc bút toán ghi sổ xác nhận quyền sở hữu một hoặc một số cổ phần của công ty đó.
Người nắm giữ cổ phiếu trở thành cổ đông và đồng thời là chủ sở hữu của công ty phát hành.

## Khái niệm
Lịch sử ra đời Cổ phiếu gắn liền với lịch sử hình thành Công ty cổ phần - Cổ phiếu chính là sản phẩm riêng của công ty cổ phần. Vốn điều lệ của công ty cổ phần được chia thành nhiều phần bằng nhau gọi là cổ phần. Người mua cổ phần gọi là cổ đông. Cổ đông được cấp một giấy xác nhận sở hữu cổ phần gọi là cổ phiếu. Cổ phiếu là bằng chứng và là chứng chỉ xác nhận quyền sở hữu của cổ đông đối với công ty cổ phần. Quyền sở hữu của cổ đông trong công ty cổ phần tương ứng với số lượng cổ phần mà cổ đông nắm giữ. Vì vậy, cổ phiếu còn được gọi là chứng khoán vốn.

## Các dạng Cổ phiếu
Khi xem xét Cổ phiếu của Công ty cổ phần, thường có sự phân biệt cổ phiếu được phép phát hành, cổ phiếu đã phát hành, cổ phiếu quỹ, cổ phiếu đang lưu hành.
- Cổ phiếu được phép phát hành: Khi công ty cổ phần được thành lập, thì được phép phát hành cổ phiếu để huy động vốn. Nhưng luật pháp các nước quy định công ty phải đăng ký tổng số cổ phiếu của công ty và phải ghi trong điều lệ công ty và được gọi là cổ phiếu được phép phát hành' hay cổ phiếu đăng ký. Cổ phiếu được phép phát hành là số lượng cổ phiếu tối đa của một công ty có thể phát hành từ lúc bắt đầu thành lập cũng như trong suốt quá trình hoạt động. Khi cần có sự thay đổi số lượng cổ phiếu được phép phát hành thì phải được đa số cổ đông bỏ phiếu tán thành và phải sửa đổi điều lệ công ty.
- Cổ phiếu đã phát hành: là cổ phiếu mà công ty được bán ra cho các nhà đầu tư trên thị trường và công ty đã thu về được toàn bộ tiền bán số cổ phiếu đó, nó nhỏ hơn hoặc tối đa là bằng với số cổ phiếu được phép phát hành.
- Cổ phiếu quỹ: là cổ phiếu đã được giao dịch trên thị trường và được chính tổ chức phát hành mua lại bằng nguồn vốn của mình. Số cổ phiếu này có thể được công ty lưu giữ một thời gian sau đó lại được bán ra; luật pháp một số nước quy định số cổ phiếu này không được bán ra mà phải hủy bỏ. Cổ phiếu quỹ không phải là cổ phiếu đang lưu hành, không có vốn đằng sau nó; do đó không được tham gia vào việc chia lợi tức cổ phần và không có quyền tham gia bỏ phiếu.
- Cổ phiếu đang lưu hành: là cổ phiếu đã phát hành, hiện đang lưu hành trên thị trường và do các cổ đông đang nắm giữ. Số cổ phiếu đang lưu hành được xác định như sau:
Số cổ phiếu đang lưu hành = Số cổ phiếu đã phát hành - Số cổ phiếu quỹ

Trong trường hợp công ty có cả hai loại cổ phiếu thường và cổ phiếu ưu đãi, người ta sẽ xác định cụ thể cho từng loại một. Số cổ phiếu thường đang lưu hành là căn cứ quan trọng để phân chia lợi tức cổ phần trong công ty.
Dựa vào hình thức cổ phiếu, có thể phân biệt cổ phiếu ghi danh và cổ phiếu vô danh.
- Cổ phiếu ghi danh: là cổ phiếu có ghi tên người sở hữu trên tờ cổ phiếu. Cổ phiếu này có nhược điểm là việc chuyển nhượng phức tạp, phải đăng ký tại cơ quan phát hành và phải được Hội đồng Quản trị của công ty cho phép.
- Cổ phiếu vô danh: là cổ phiếu không ghi tên người sở hữu. Cổ phiếu này được tự do chuyển nhượng mà không cần thủ tục pháp lý.

Dựa vào quyền lợi mà cổ phiếu đưa lại cho người nắm giữ, có thể phân biệt cổ phiếu phổ thông (cổ phiếu thường) và cổ phiếu ưu đãi - Đây là cách phân loại phổ biến nhất. Khi nói đến cổ phiếu của một công ty, người ta thường nói đến cổ phiếu phổ thông (cổ phiếu thường) và cổ phiếu ưu đãi.
- Là loại cổ phiếu có thu nhập phụ thuộc vào hoạt động kinh doanh của công ty. Người sở hữu cổ phiếu phổ thông được tham gia họp Đại hội đồng cổ đông và được bỏ phiếu quyết định những vấn đề quan trọng nhất của công ty, được quyền bầu cử và ứng cử vào Hội đồng Quản trị của công ty.
- Cổ phiếu của công ty không có thời hạn hoàn trả, vì đây không phải là khoản nợ đối với công ty.
- Cổ đông được chia phần giá trị tài sản còn lại khi thanh lý công ty sau khi công ty đã thanh toán các khoản nợ và thanh toán cho các cổ đông ưu đãi.
- Người góp vốn vào công ty không được quyền trực tiếp rút vốn ra khỏi công ty, nhưng được quyền chuyển nhượng sở hữu cổ phần dưới hình thức bán lại cổ phiếu hay dưới hình thức quà tặng hay để lại cho người thừa kế. Chính điều này đã tạo ra tính thanh khoản cho cổ phiếu công ty, đồng thời cũng hấp dẫn nhà đầu tư.
- Được quyền ưu tiên mua cổ phiếu khi công ty phát hành cổ phiếu mới để tăng vốn.
- Được quyền triệu tập đại hội đồng cổ đông bất thường theo luật định.
- Cổ đông thường cũng phải gánh chịu những rủi ro mà công ty gặp phải, tương ứng với phần vốn góp và chỉ chịu trách nhiệm giới hạn trong phạm vi số lượng vốn góp vào công ty.

#### Các hình thức giá trị của Cổ phiếu thường
- Mệnh giá của cổ phiếu thường: Mệnh giá hay còn gọi là giá trị danh nghĩa là giá trị mà công ty cổ phần ấn định cho một cổ phiếu và được ghi trên cổ phiếu.

Mệnh giá cổ phiếu thường được sử dụng để ghi sổ sách kế toán của công ty. Mệnh giá cổ phiếu không có giá trị thực tế đối với nhà đầu tư khi đã đầu tư, nên nó không liên quan đến giá thị trường của cổ phiếu đó. Mệnh giá cổ phiếu chỉ có ý nghĩa quan trọng vào thời điểm công ty phát hành cổ phiếu thường lần đầu huy động vốn thành lập công ty. Mệnh giá thể hiện số tiền tối thiểu Công ty phải nhận được trên mỗi cổ phiếu mà Công ty phát hành ra.
Một số nước luật pháp cho phép Công ty cổ phần có thể phát hành cổ phiếu thường không có mệnh giá.
- Giá trị sổ sách: của cổ phiếu thường là giá trị của cổ phiếu được xác định dựa trên cơ sở số liệu sổ sách kế toán của công ty.

Trường hợp công ty chỉ phát hành cổ phiếu thường thì giá trị sổ sách của một cổ phiếu thường được xác định bằng cách lấy vốn chủ sở hữu hoặc tổng giá trị tài sản thuần (phần giá trị chênh lệch giữa giá trị tổng tài sản với tổng số nợ) của công ty chia cho tổng số cổ phiếu thường đang lưu hành.
Trường hợp công ty phát hành cả cổ phiếu ưu đãi, thì phải lấy tổng giá trị tài sản thuần trừ đi phần giá trị thuộc cổ phiếu ưu đãi rồi mới chia cho số cổ phiếu thường đang lưu hành.
Phần giá trị của cổ phiếu ưu đãi được tính theo mệnh giá hoặc giá mua lại tùy thuộc loại cổ phiếu ưu đãi công ty phát hành và cộng với phần cổ tức công ty còn khất lại chưa trả cho cổ đông ưu đãi trong các kỳ trước đó (nếu có).
Việc xem xét giá trị sổ sách, cho phép Cổ đông thấy được số giá trị tăng thêm của cổ phiếu thường sau một thời gian công ty hoạt động so với số vốn góp ban đầu.
- Giá trị thị trường: là giá trị thị trường hiện tại của cổ phiếu thường, được thể hiện trong giao dịch cuối cùng đã được ghi nhận. Giá trị thị trường hay còn được gọi là giá thị trường. Thực tế, giá thị trường của cổ phiếu không phải do công ty ấn định và cũng không do người nào khác quyết định, mà giá thị trường của cổ phiếu được xác định bởi giá thống nhất mà người bán sẵn sàng bán nó và giá cao nhất mà người mua sẵn sàng trả để mua nó.

Tóm lại, Giá thị trường của cổ phiếu được xác định bởi quan hệ cung - cầu trên thị trường. Giá trị thị trường cổ phiếu của một công ty phụ thuộc rất nhiều yếu tố, do vậy nó thường xuyên biến động.

### Cổ phiếu ưu đãi

#### Khái niệm và Quyền lợi
Cổ phiếu ưu đãi là chứng chỉ xác nhận quyền sở hữu trong một công ty, đồng thời cho phép người nắm giữ loại cổ phiếu này được hưởng một số quyền lợi ưu tiên hơn so với cổ đông phổ thông. Người nắm giữ cổ phiếu ưu đãi được gọi là cổ đông ưu đãi của công ty.
Cổ đông nắm giữ cổ phiếu ưu đãi có các quyền lợi sau:
- Quyền được nhận cổ tức trước các cổ đông thường, mặc dù người có cổ phiếu ưu đãi chỉ được quyền hưởng lợi tức cổ phần giới hạn nhưng họ được trả cổ tức trước khi chia lợi tức cho cổ đông thường. Khác với cổ tức của cổ phiếu phổ thông, cổ tức của cổ phiếu ưu đãi được xác định trước và thường được xác định bằng tỷ lệ phần trăm cố định so với mệnh giá của cổ phiếu hoặc bằng số tiền nhất định in trên mỗi cổ phiếu.
- Quyền ưu tiên được thanh toán trước, khi giải thể hay thanh lý công ty, nhưng sau người có trái phiếu.
- Khác với cổ phiếu phổ thông, những cổ đông sở hữu cổ phiếu ưu đãi không được tham gia bầu cử, ứng cử vào Hội đồng Quản trị và quyết định những vấn đề quan trọng của công ty.
- Cổ phiếu ưu đãi có thể có mệnh giá hoặc không có mệnh giá và mệnh giá của nó cũng không ảnh hưởng tới giá thị trường của cổ phiếu ưu đãi. Mệnh giá của cổ phiếu ưu đãi có ý nghĩa hơn đối với mệnh giá của cổ phiếu phổ thông, vì nó là căn cứ để trả cổ tức và là căn cứ để hoàn vốn khi thanh lý hay giải thể công ty.
- Cổ tức của cổ phiếu ưu đãi là cố định,và cổ đông ưu đãi cũng vẫn được nhận cổ tức khi công ty làm ăn không có lợi nhuận (thua lỗ).
- "Lịch sự kiện được chia thành các loại như sau":

Sự kiện nhận cổ tức, chia tách, cổ phiếu thưởng, mua cổ phiếu ưu đãi đều được thực hiện tại "NGÀY GIAO DỊCH KHÔNG HƯỞNG QUYỀN".
NGÀY GIAO DỊCH KHÔNG HƯỞNG QUYỀN là ngày thực hiện quyền của 1 cổ phiếu đã được công ty thông báo trước đó. Nếu như cổ đông nắm giữ cổ phiếu trước ngày giao dịch không hưởng quyền cổ đông đó sẽ nhận được cổ tức hoặc quyền mua cổ phiếu đó.
Quyền được chia làm ba loại:
Quyền nhận cổ tức bằng tiền: cổ tức sẽ được trả bằng tiền trên mỗi cổ phiếu. Tỉ lệ cổ tức sẽ được quy ra trên mệnh giá, mỗi cổ phiếu niêm yết trên thị trường chứng khoán Việt Nam đều có mệnh giá là 10,000. Ví dụ công ty chia cổ tức bằng tiền 10% bạn sẽ được nhận 1,000 đồng trên mỗi cổ phiếu.
Cổ phiếu thưởng, cổ phiếu chia tách: cổ phiếu sẽ được chia nhỏ theo tỉ lệ công ty đã công bố. Ví dụ công ty công bố tỉ lệ thưởng hoặc chia tách là 10:2 => nghĩa là 10 cổ phiếu sẽ thành 12 cổ phiếu, nếu bạn đang có 10 cổ phiếu bạn sẽ được nhận thêm 2 cổ phiếu.

#### Các loại Cổ phiếu ưu đãi
- Cổ phiếu ưu đãi tích lũy: là loại cổ phiếu ưu đãi có tính chất đảm bảo thanh toán cổ tức. Khi công ty gặp khó khăn, không thanh toán được hoặc chỉ thanh toán một phần cổ tức, thì số chưa thanh toán đó được tích lũy hay cộng dồn và công ty phải trả số cổ tức này trước khi công bố trả cổ tức cho cổ đông thường. Hầu hết cổ phiếu ưu đãi của các công ty là loại cổ phiếu ưu đãi tích lũy và không tham dự.
- Cổ phiếu ưu đãi không tích lũy: là loại cổ phiếu ưu đãi mà khi công ty gặp khó khăn không trả được cổ tức trong năm tài chính, thì cổ đông ưu đãi đó cũng mất quyền nhận số cổ tức trong năm đó.
- Cổ phiếu ưu đãi tham dự: là loại cổ phiếu ưu đãi mà cổ đông nắm giữ chúng, ngoài việc hưởng cổ tức ưu đãi theo quy định còn được hưởng thêm phần lợi tức phụ trội theo quy định khi công ty kinh doanh có lợi nhuận cao.
- Cổ phiếu ưu đãi không tham dự: là loại cổ phiếu ưu đãi mà cổ đông nắm giữ chúng chỉ được hưởng cổ tức ưu đãi cố định theo quy định, ngoài ra không được hưởng thêm bất cứ phần lợi nhuận nào.
- Cổ phiếu ưu đãi có thể mua lại: là loại cổ phiếu ưu đãi mà công ty có quyền thu hồi lại. Công ty phát hành có quyền yêu cầu mua lại cổ phiếu này vào bất cứ lúc nào, khi công ty có khả năng tài chính. Giá mua lại được xác định từ thời điểm phát hành, giá này thường tính bằng mệnh giá của cổ phiếu ưu đãi cộng thêm phần có tính chất đền bù cho các nhà đầu tư khi công ty mua lại loại cổ phiếu ưu đãi này.
- Cổ phiếu ưu đãi có thể chuyển đổi: là loại cổ phiếu ưu đãi cho phép người mua có quyền chuyển đổi cổ phiếu ưu đãi này sang các loại chứng khoán khác.

### Cổ phiếu chưa phát hành
Là loại cổ phiếu mà công ty chưa bao giờ bán ra cho các nhà đầu tư trên thị trường.
Là loại cổ phiếu mà Công ty có dự định phát hành trên thị trường, bán ra khi có nhu cầu của nhà đầu tư.

## Đặc điểm của Cổ phiếu

### Không có kỳ hạn và không hoàn vốn
Cổ phiếu là chứng nhận góp vốn của các cổ đông vào công ty cổ phần. Chỉ có chiều góp vào, không thể hiện thời hạn hoàn vốn; không có kỳ hạn. (Khi công ty phá sản hoặc giải thể, thì sẽ không còn tồn tại cổ phiếu).

### Cổ tức không ổn định và phụ thuộc vào kết quả SXKD của doanh nghiệp
Cổ tức cổ phiếu thường tùy thuộc vào kết quả kinh doanh của doanh nghiệp, và vì kết quả kinh doanh không ổn định nên cổ tức cũng không thể cố định. Khi doanh nghiệp làm ăn phát đạt thì cổ đông được hưởng lợi nhuận nhiều hơn so với các loại chứng khoán khác có lãi suất cố định. Ngược lại, khi làm ăn khó khăn hoặc thua lỗ, cổ tức có thể rất thấp hoặc không có cổ tức.

### Giá cổ phiếu biến động rất mạnh
Giá biến động nhiều nhất là trên thị trường thứ cấp, do giá chịu sự tác động của nhiều nhân tố, và nhân tố quan trọng đó là kết quả kinh doanh của công ty.
"Bên cạnh đó, theo quan điểm của những nhà đầu tư, Cổ phiếu có các đặc điểm sau:"

### Tính thanh khoản cao
Cổ phiếu có khả năng chuyển hóa thành tiền mặt dễ dàng. Tuy nhiên tính thanh khoản của cổ phiếu phụ thuộc vào các yếu tố sau:
- Thứ nhất, kết quả kinh doanh của tổ chức phát hành (công ty có cổ phiếu niêm yết). Nếu tổ chức phát hành hoạt động kinh doanh có hiệu quả, trả cổ tức cao, cổ phiếu của công ty sẽ thu hút nhà đầu tư và cổ phiếu thực sự dễ mua bán trên thị trường. Ngược lại nếu công ty làm ăn kém hiệu quả không trả cổ tức hoặc cổ tức thấp, cổ phiếu của công ty sẽ giảm giá và khó bán.
- Thứ hai, là mối quan hệ cung - cầu trên thị trường chứng khoán: Thị trường cổ phiếu cũng như các loại thị trường khác đều chịu sự chi phối của quy luật cung cầu. Giá cổ phiếu trên thị trường không chỉ phụ thuộc vào chất lượng công ty mà còn phụ thuộc rất lớn vào nhu cầu của nhà đầu tư. Tuy một loại cổ phiếu rất tốt nhưng thị trường đang bão hòa nguồn cung (nhiều hàng bán) thì cổ phiếu đó cũng khó tăng giá. Ngược lại khi thị trường khan hiếm hàng hóa thì ngay cả những cổ phiếu chất lượng kém hơn cũng có thể bán dễ dàng. Tuy nhiên cũng cần chú ý đến sự đầu cơ trong thị trưòng, một số nhà đầu tư sở hữu một phần lớn lượng cổ phiếu trong thị trường, đẩy giá lên xuống theo ý mình để trục lợi.

### Có tính Lưu thông
Tính lưu thông khiến cổ phiếu có giá trị như một loại tài sản thực sự, nếu như tính thanh khoản giúp cho chủ sở hữu cổ phiếu chuyển cổ phiếu thành tiền mặt khi cần thiết thì tính lưu thông giúp chủ sở hữu cổ phiếu thực hiện được nhiều hoạt động như thừa kế tặng cho để thục hiện nghĩa vụ tài sản của mình.

### Tính Tư bản giả
Cổ phiếu có tính tư bản giả tức là cổ phiếu có giá trị như tiền. Tuy nhiên cổ phiếu không phải là tiền và nó chỉ có giá trị khi được đảm bảo bằng tiền. Mệnh giá của cổ phiếu không phản ánh đúng giá trị của cổ phiếu.

### Tính Rủi ro cao
Tính Rủi ro phụ thuộc vào thông tin và tình hình phát triển, chính trị. Giá trị cổ phiếu luôn biến động theo các yếu tố này.